# Schlacht bei Werben

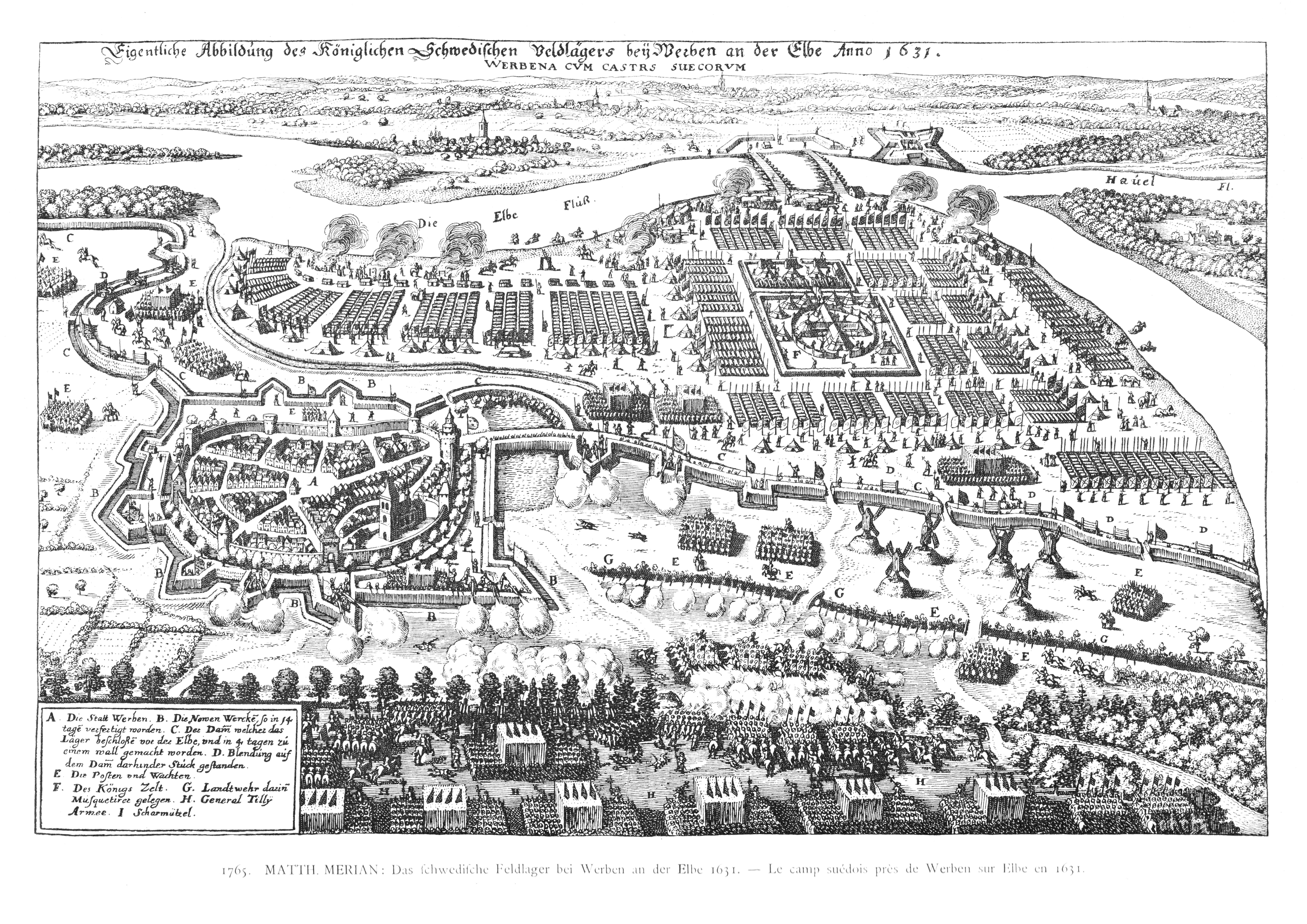
Königlich Schwedisches Feldlager vor der Stadt, 1631

Die Stadt Werben im Norden des heutigen Landes Sachsen-Anhalt war über die Jahrhunderte mehrfach Schauplatz von Schlachten.

## 1032/34
Erstmals kämpfte Graf Liudeger 1032 gegen ein Heer der Wenden, das plündernd durch die Orte zog. Neben der Schlacht verlor er auch sein Leben. 1034 eroberte das wendische Heer den Ort erneut, nachdem Kaiser Konrad II. im Jahr zuvor sein Versprechen auf dauerhafte Landnahme für die Wenden nicht erfüllt hatte. Hier wurden viele Deutsche getötet und Graf Dedo, der den Ort verteidigte, verschleppt.
Frankfurt – Magdeburg – Werben – Breitenfeld – Bamberg – Rain – Wiesloch – Alte Veste – Lützen – Hessisch Oldendorf – Steinau – Liegnitz – Regensburg – Nördlingen

## Dreißigjähriger Krieg: 1631
Die gemeinhin als Schlacht bei Werben bekannte Konfrontation fand am 7. August 1631 während des Dreißigjährigen Krieges statt. Hier bezog der Schwedenkönig Gustav Adolf in der Stadt sein Quartier. Dazu legte er vor der Stadt ein befestigtes Lager an und ließ neben der Stadt auch den Elbdeich besetzen. Die Kaiserlichen unter Tilly beschossen daraufhin die Stadt (Treffer sind immer noch an der Kirche sichtbar). In der folgenden Schlacht unterlag Tilly mit seinen Truppen, so dass er zum Rückzug gezwungen war. Daraufhin ließ Gustav Adolf die Werbener Schanze zwischen Elbe und Havel erbauen. Es folgten wechselvolle Kämpfe um diese Schanze, bis sie 1641 von brandenburgischen Truppen erobert und geschleift wurde.

## Napoleonische Kriege: 1806 und 1813
Die nächsten Kämpfe fanden im napoleonischen Krieg 1806 statt. Ende Oktober 1806 erschienen preußische Truppen auf ihrem Rückzug nach der verlorenen Schlacht bei Auerstedt während des Elbübergangs Blüchers im Ort und es kam zu Scharmützeln mit nachsetzenden französischen Truppen. Die Altmark wurde in Folge davon von Frankreich besetzt, und Werben wurde Hauptort eines Kantons im Elbedepartement.
Schließlich überschritten am 25. März 1813 die preußische Landwehr und Tettenbornsche Kosaken die Elbe. Durch einen Überraschungsangriff wurde die französische Besatzung gefangen genommen. Die Stadt wurde aber nicht besetzt und blieb französisch. Im Juni 1813 wurde die Stadt von preußischen Truppen besetzt, bevor die französischen Truppen ein Fort vor der Stadt fertigstellen konnten.